# Berlin (album)
Pour les articles homonymes, voir Berlin (homonymie).
Albums de Lou Reed
Transformer
(1972) Rock 'n' Roll Animal
(1974)
Berlin est le troisième album solo de Lou Reed, sorti en 1973.
C'est un album mélancolique qui raconte l'histoire d'un couple, Jim et Caroline, à travers la drogue, la violence conjugale, la prostitution, le masochisme, la maltraitance d'enfants et le suicide. Berlin met à nu le désespoir de l'incommunicabilité en amour. Le texte des chansons figure dans le livret du CD.

## Histoire de l'album
À la sortie du disque, en 1973, Lou Reed a 31 ans. L'album est produit par le canadien Bob Ezrin, qui s'est occupé, avec succès, d'Alice Cooper. Participent à l'enregistrement les deux guitaristes (ex-Frost) Dick Wagner et Steve Hunter, le bassiste Jack Bruce (ex-Cream), Steve Winwood à l'orgue et à l'harmonium et Aynsley Dunbar à la batterie.
Bob adorait la chanson Berlin, cette histoire de couple, dans un café, se rappelant de doux moments passés. Il voulait en connaître la suite. Voilà comment c’est parti. J’ai écrit les chansons en quelques jours puis il les a prises, les a arrangées. Un vrai travail de producteur. A Londres, il a recruté les plus grands musiciens de l’époque, Jack Bruce, Steve Winwood, Aynsley Dunbar, concocté de prodigieux arrangements... Moi je me suis contenté d’un peu de guitare acoustique pour me concentrer sur ma voix.
Et pourtant l'album n'a aucun succès commercial, sans doute en grande part à cause de la critique assassine de Robert Christgau, journaliste au magazine Rolling Stone.
Cet album sinistre, musicalement médiocre, est une offense. Il faudrait pouvoir se venger d’un tel disque, s’en prendre même physiquement à son auteur.
Lou Reed profondément meurtri du rejet de ce qu’il considère comme son œuvre la plus personnelle et aboutie jusque-là, sombre dans l'amertume. Le ressentiment qu'il en retire à l'égard des journalistes durera jusqu'à la fin de sa vie.

## Composition de l'album
L'album s’ouvre sur Berlin et son brouhaha d'où émerge le son d'un piano (joué par Allan Macmillan) puis la voix de Lou Reed aux accents de tristesse.
Lady Day (en référence à la chanteuse Billie Holiday) évoque Caroline qui chante juchée sur un bar et vit à l'hôtel dans une chambre aux « murs verts », avec des « wc sur le palier ».
Men of Good Fortune illustre sans doute l'utilisation de certains produits (un chanteur ne disait-il pas que l'héroïne avait un avantage : « quand on en prenait on n'avait plus qu'un problème : elle. »). Les strophes se succèdent, se contredisant avec insouciance, comme si chacune d'entre elles effaçait la mémoire de la précédente : « les hommes de bonne naissance peuvent tout faire quand ceux de basse extraction sont voués à l'échec », l'inverse dans la strophe suivante (plus exactement les paragraphes opposent le riche héritier - qui a les moyens mais la pression sociale, au pauvre - qui n'a rien mais la liberté d'être sans le poids de l'héritage), avec clichés et lieux communs à l'appui ; et puis la conclusion, glacée, désabusée : « moi, moi je m'en fiche complètement… ». La basse de Jack Bruce est ici particulièrement volubile et sauvage.
Caroline Says (II) est la version définitive de la chanson Stephanie Says composée par Lou Reed à l'époque du Velvet Underground, parue dans l'album VU au milieu des années 1980. Caroline Says II a été reprise depuis par de nombreuses chanteuses, telles que Siouxsie Sioux, Keren Ann, Bettie Seevert ou Emilíana Torrini. Antony Hegarty du groupe Antony and the Johnsons l'a aussi reprise tout comme l'avait fait aussi avant eux, Marc Almond avec son side-project Marc and the Mambas.
The Kids décrit la descente aux enfers de Caroline à qui on a retiré ses enfants « parce qu'on disait qu'elle n'était pas une bonne mère ». Dans le pont de la chanson, on entend des pleurs d'enfants : la légende veut qu'il s'agisse de ceux de Bob Ezrin, à qui leur père aurait fait croire qu'ils ne reverraient plus jamais leur mère.
The Bed, où Caroline se donne la mort… Jim dit qu'il n'aurait jamais cru cela et qu'« il n'est pas du tout triste que cela se termine comme ça ».
Sad Song clôt l’album aux airs lancinants d'un harmonium. Caroline n'est plus qu'une photo que Jim contemple dans un album, la comparant à « Marie la reine d'Écosse ».

## Titres
Toutes les chansons sont de Lou Reed.
| No  | Titre                     | Durée |
| --- | ------------------------- | ----- |
| 1.  | Berlin                    | 3:23  |
| 2.  | Lady Day                  | 3:40  |
| 3.  | Men of Good Fortune       | 4:37  |
| 4.  | Caroline Says (I)         | 3:57  |
| 5.  | How Do You Think It Feels | 3:42  |
| 6.  | Oh, Jim                   | 5:13  |
| 7.  | Caroline Says (II)        | 4:10  |
| 8.  | The Kids                  | 7:55  |
| 9.  | The Bed                   | 5:51  |
| 10. | Sad Song                  | 6:55  |

## Musiciens
- Lou Reed, chant et guitare acoustique
- Steve Hunter, guitare électrique
- Dick Wagner, vocaux et guitare électrique
- Jack Bruce, basse (sauf sur Lady Day et The Kids)
- Aynsley Dunbar, batterie (sauf sur Lady Day et The Kids)
- Bob Ezrin, piano et mellotron
- Steve Winwood, orgue et harmonium
- Tony Levin, basse sur The Kids
- B. J. Wilson, batterie sur Lady Day et The Kids
- Allan Macmillan, piano sur Berlin
- Gene Martynec, guitare acoustique, synthétiseur et arrangements vocaux sur The Bed, basse sur Lady Day
- Michael Brecker, saxophone ténor
- Randy Brecker, trompette
- Jon Pierson, trombone basse
- Blue Weaver, piano sur Man of Good Fortune
- Chœurs : Bob Ezrin, Dennis Ferrante, Steve Hyden, Elizabeth March, Lou Reed, Dick Wagner

## Berlinsur scène
Ce disque, essentiel dans la carrière de Lou Reed, n'avait jamais été joué en entier sur scène.
Trente trois ans après sa parution, une interprétation scénique a permis au public de redécouvrir cet album. Il a été joué dans son intégralité par Lou Reed, pendant cinq soirs de décembre 2006, à New York, au St. Ann's Warehouse de Brooklyn, parce qu'« on le lui avait simplement demandé », selon l'intéressé. Lou Reed était accompagné sur scène par Steve Hunter et son groupe, ainsi que par une chorale et un orchestre de musiciens classiques. Durant le spectacle, des vidéos étaient projetées, représentant la relation tourmentée entre Jim et Caroline. Cette dernière était, à l'écran, interprétée par la comédienne et chanteuse française Emmanuelle Seigner.
Bob Ezrin et Hal Willner ont produit l'album tiré du concert, paru en 2008. En plus de l'intégralité de Berlin, dvd et album contiennent aussi trois morceaux enregistrés aux mêmes concerts, Candy Says, Rock Minuet et Sweet Jane.

### Titres
Toutes les chansons sont de Lou Reed.
| No  | Titre                       | Durée |
| --- | --------------------------- | ----- |
| 1.  | Intro                       | 1:51  |
| 2.  | Berlin                      | 2:34  |
| 3.  | Lady Day                    | 4:12  |
| 4.  | Men Of Good Fortune         | 6:35  |
| 5.  | Caroline Says (I)           | 4:31  |
| 6.  | How Do You Think It Feels ? | 5:37  |
| 7.  | Oh, Jim                     | 8:16  |
| 8.  | Caroline Says (II)          | 4:33  |
| 9.  | The Kids                    | 8:08  |
| 10. | The Bed                     | 5:59  |
| 11. | Sad Song                    | 8:21  |
| 12. | Candy Says                  | 6:04  |
| 13. | Rock Minuet                 | 7:18  |
| 14. | Sweet Jane                  | 5:31  |

### Musiciens
- Lou Reed, chant et guitare
- Steve Hunter, guitares et chef de groupe
- Fernando Saunders, basse, vocaux, guitare, synthétiseur
- Tony « Thunder » Smith, batterie, percussions, vocaux
- Rupert Christie, clavier, vocaux
- Rob Wasserman, contrebasse
- Sharon Jones et Antony Hegarty, vocaux
- Steven Bernstein, bugle, trompette
- Curtis Folwkes, trombone
- Paul Shapiro, saxo, flûte
- Doug Wieselman, clarinette, clarinette basse
- David Gold et Eyvind Kang, violon alto
- Jane Scarpantoni, violoncelle
- Brooklyn Youth Chorus : Chorale